# Bizauer Hirschberggruppe
Die Bizauer Hirschberggruppe ist eine Gebirgsgruppe und Bergkette im österreichischen Bundesland Vorarlberg. In der internationalen vereinheitlichten orographischen Einteilung der Alpen (SOIUSA) ist er eine von 13 Untergruppen des Bregenzerwaldgebirges.

## Einordnung
Die Bizauer Hirschgruppe bildet zusammen mit der Mittagsfluh die Gruppe Mittagsfluh-Bizauer Hirschberg-Gruppe.
| Einordnung nach SOIUSA | Einordnung nach SOIUSA | Einordnung nach SOIUSA                |
| ---------------------- | ---------------------- | ------------------------------------- |
| Teil                   | II                     | Ostalpen                              |
| Sektor                 | II/B                   | Nördliche Ostalpen                    |
| Abschnitt              | 22                     | Bayerische Alpen                      |
| Sektor                 | 22/A                   | Allgäuer und Bregenzer Alpen          |
| Unterabschnitt         | 22.I                   | Bregenzerwaldgebirge                  |
| Obergruppe             | 22.I.B                 | Östliches Bregenzerwaldgebirge        |
| Gruppe                 | 22.I.5                 | Mittagsfluh-Bizauer Hirschberg-Gruppe |
| Untergruppe            | 22.I.5.b               | Bizauer Hirschberggruppe              |

## Lage und Umgrenzung

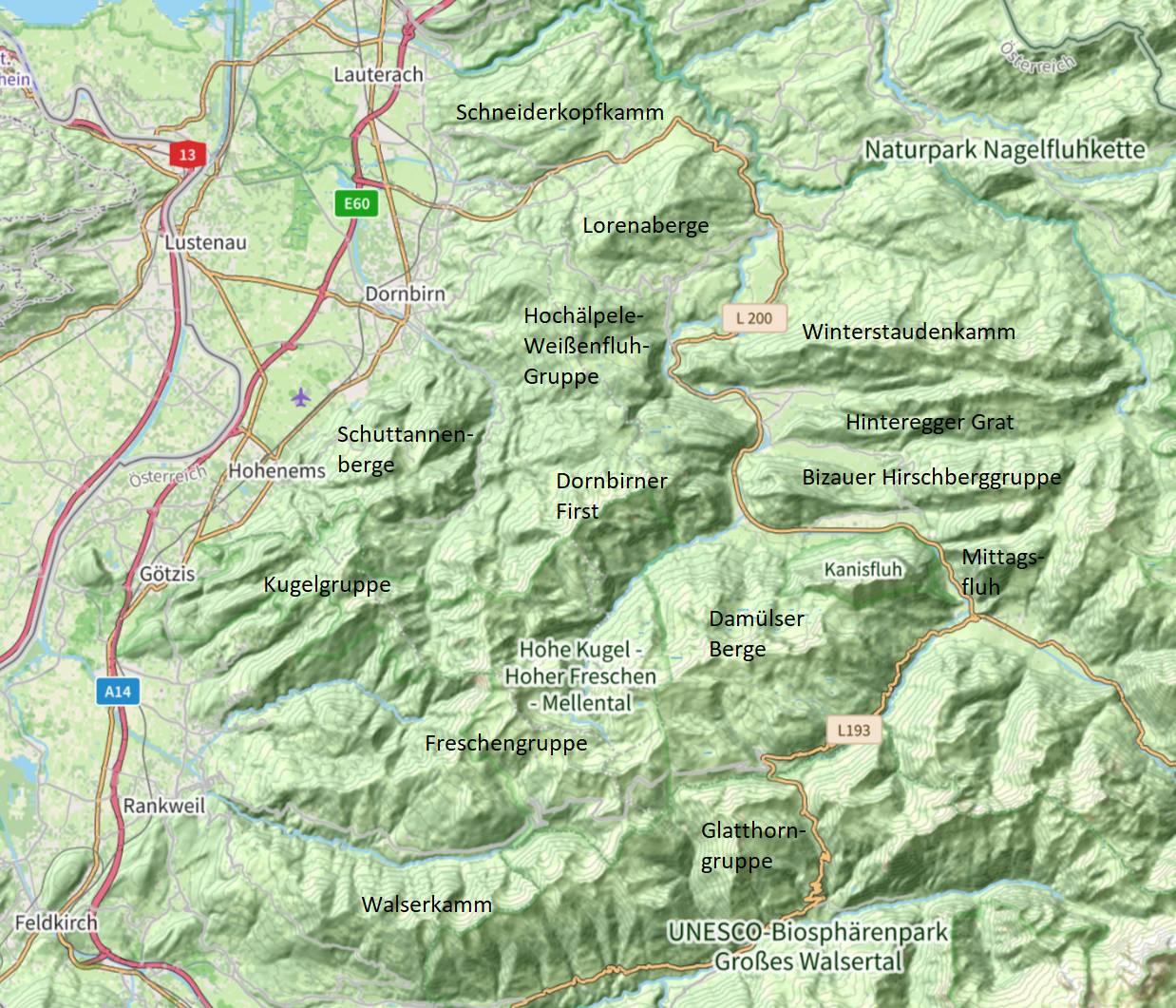
Untergruppen des Bregenzerwaldgebirges

Die Bizauer Hirschgruppe liegt im Bregenzerwald rechtsseitig der Bregenzer Ach.
Die Umgrenzung erfolgt von Norden her im Uhrzeigersinn entlang der Linie Bizauerbach – Schönenbach – Osterguntenbach – Weißenbach – Bregenzer Ach – Bizauerbach. Der Bizauerbach bildet die Nordgrenze zum Hinteregger Grat, beim Vorsäß Schönenbach verläuft die Grenze zu den Nordwestlichen Walsertaler Bergen und somit zu den Allgäuer Alpen südwärts entlang des Schönenbachs/Osterguntenbachs. Der Osterguntenbach ist der Oberlauf des Schönenbachs. Der Weißenbach ist die Grenze zur Untergruppe Mittagsfluh. Im Süden ist die Bregenzer Ach die Grenze zu den Damülser Bergen. Markant ist hier die steile und breite Felswand der Kanisfluh.
|                  | Hinteregger Grat                    |                                 |
| Dornbirner First |                                     | Nordwestliche Walsertaler Berge |
| Damülser Berge   | Kanisfluh Sektor der Damülser Berge | Mittagsfluh                     |

## Gipfel und Sättel

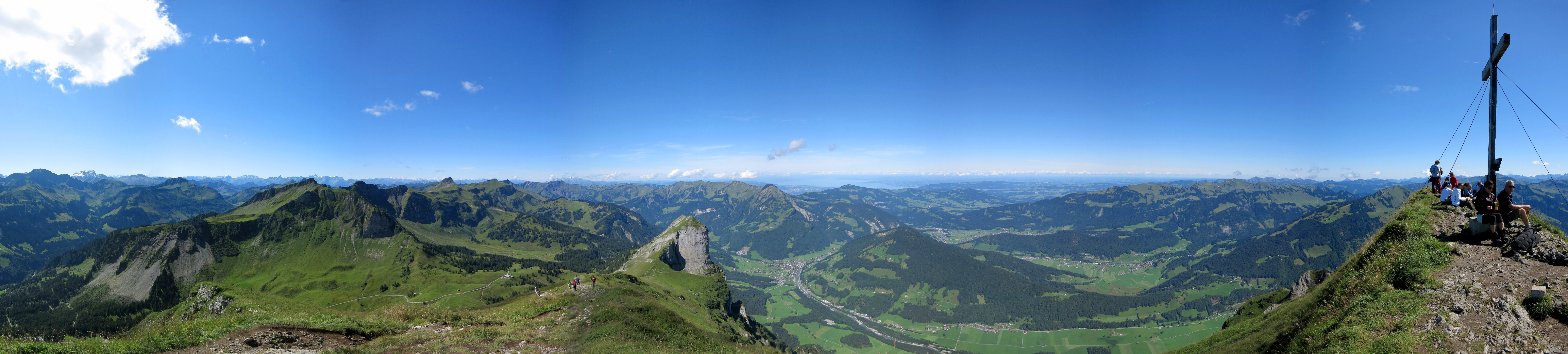
Blick von der Kanisfluh, rechts die vordere Bergkette ist Hirschberggruppe

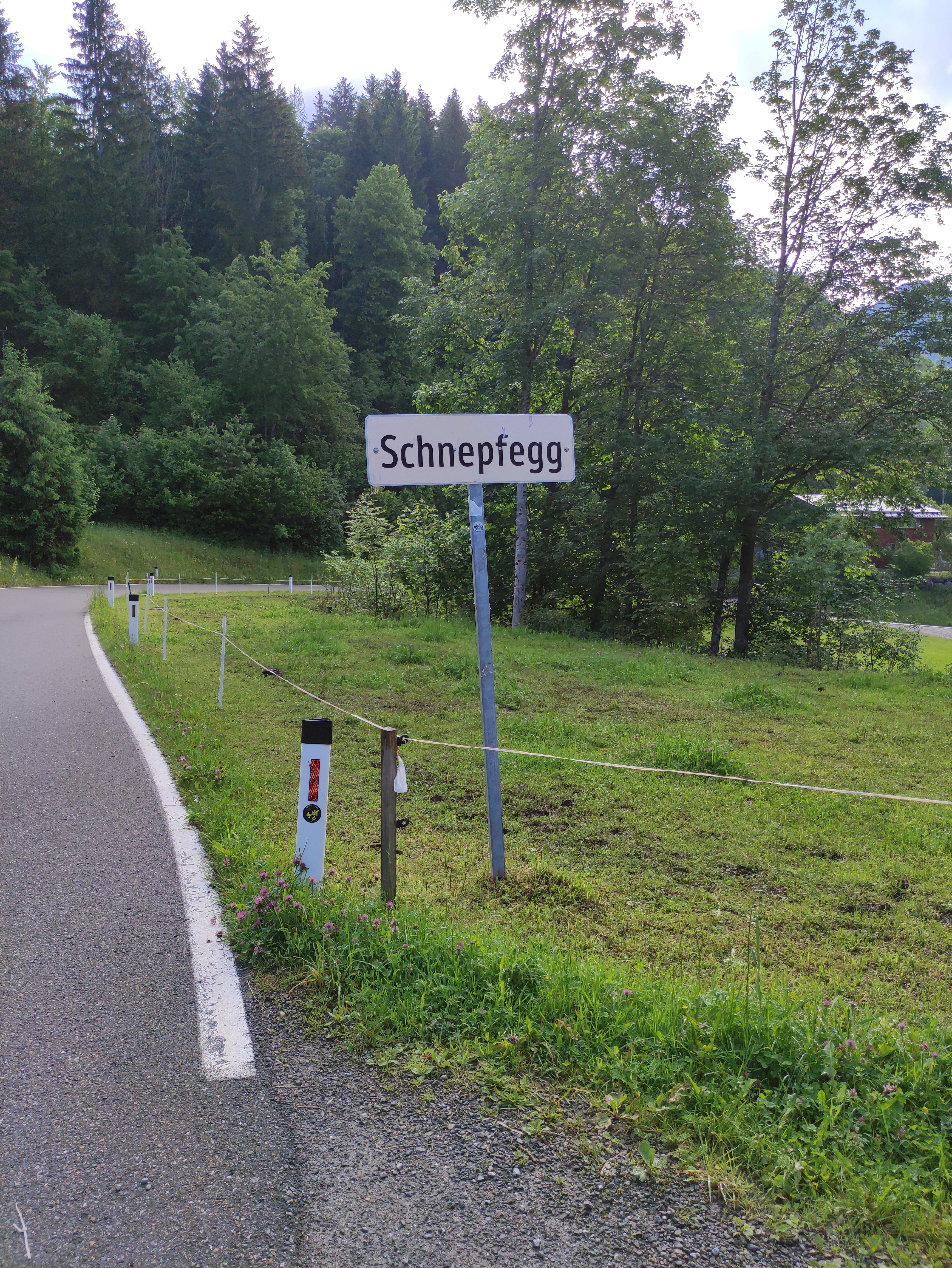
Schnepfegg Pass

Die Gruppe besteht aus der längeren und höheren nördlichen Kette und einer südliche Nebenkette.
|                      | Gipfel/Sattel | Höhe | Anmerkung                               |
| -------------------- | ------------- | ---- | --------------------------------------- |
| Nördliche Hauptkette | Gopf          | 1316 | Gopfalpe und Gopfvorsäß                 |
| Nördliche Hauptkette | Schnepfegg    | 0891 | Bizauer Straße von Bizau nach Schnepfau |
| Nördliche Hauptkette | Hirschberg    | 1834 |                                         |
| Südliche Nebenkette  | Giblenkopf    | 1571 |                                         |
| Südliche Nebenkette  | Triestler     | 1694 |                                         |

## Siedlungen

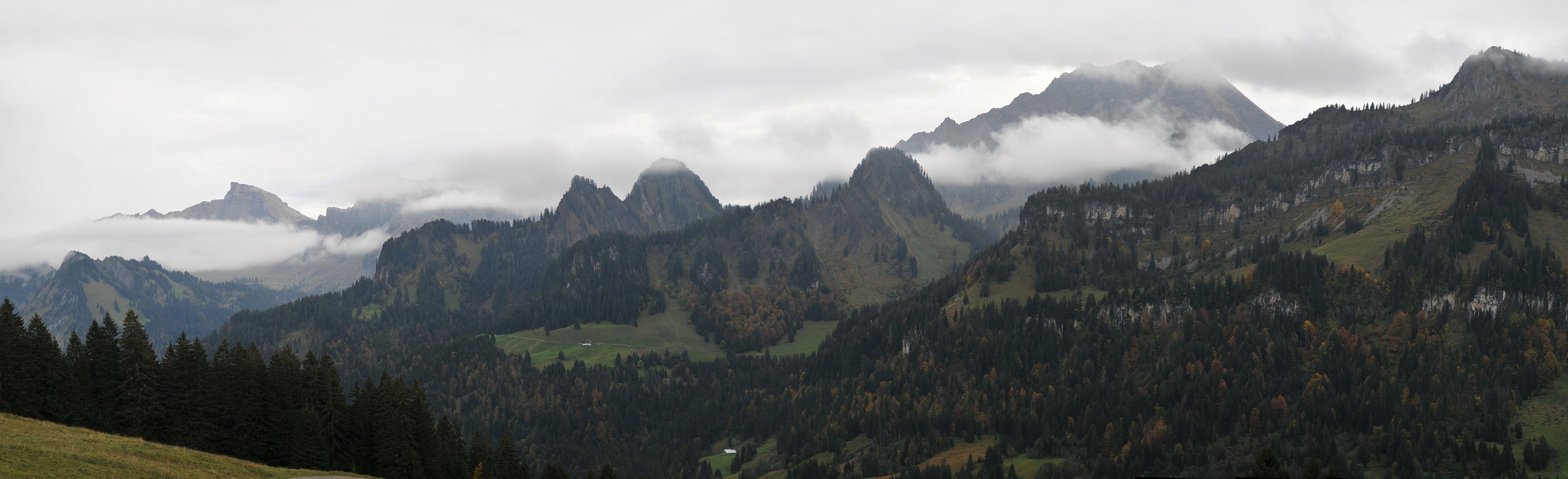
Blick vom Hinteregger Grat: Rechts im Vordergrund das Ostende der Hirschberggruppe, dahinter die Nordwestlichen Walsertaler Berge mit dem Hohen Ifen und dem Diedamskopf

Im Nordwesten liegen im Bizauer Talbecken Reuthe und Bizau. Im Südwesten liegen im Talboden der Bregenzer Ach Hirschau und Schnepfau. Der Ortsteil Schnepfegg liegt knapp unter dem Schnepfegg Pass. Das Vorsäß ist nur im Sommer bewohnt. Der Großteil der Berggruppe ist unbewohnt.

## Tourismus

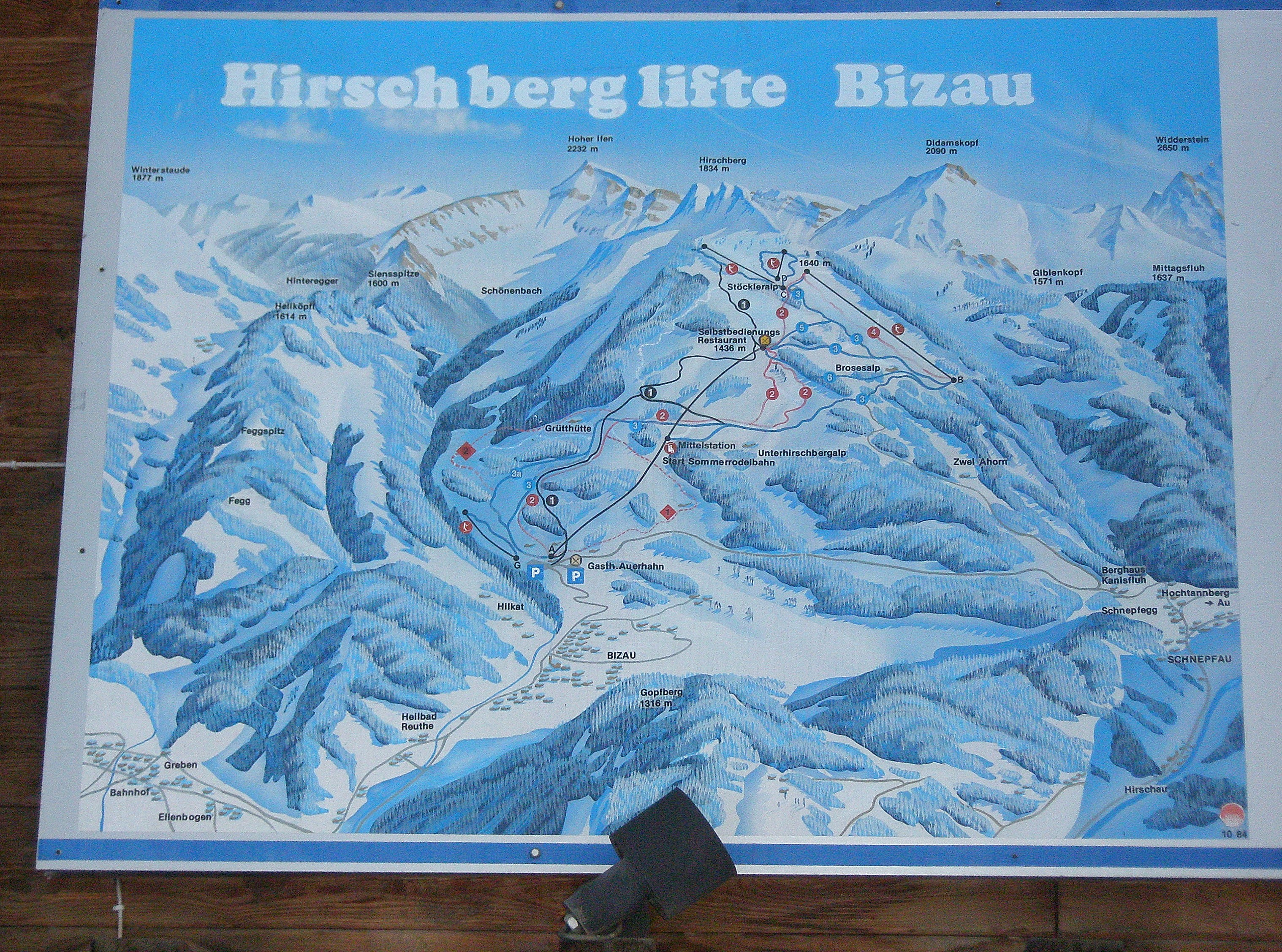
Ehemaliges Schigebiet Bizau Hirschberg

Am Hirschberg war ein bekanntes Schigebiet und eine Sommerrodelbahn. Durch eine Insolvenz sind beide nicht mehr in Betrieb. Der Übungslift Skilift Hütten Bizau ist noch in Betrieb. Im Sommer kann man wandern und mountainbiken.

## Naturschutz

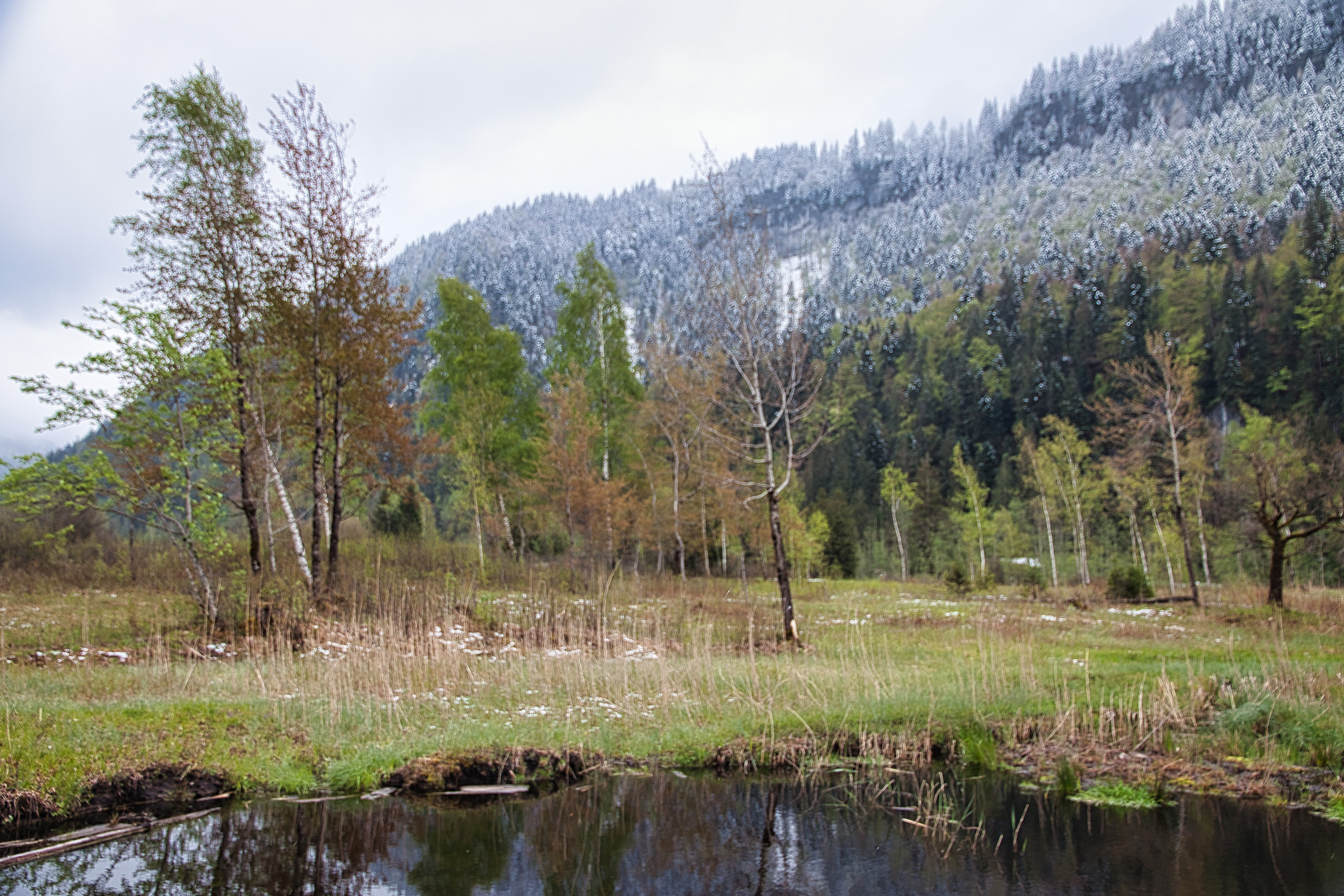
Biotop Im Moos

Im Bizauer Talbecken liegt das Naturschutzgebiet Bizau-Stocka-Untere Moos, ein wertvolles Moorgebiet. Das Biotop Nr. 20610 Heumoos, Riedbündt, Im oberen Moos, Zesch und Ulfern ist ebenfalls ein Hochmoorkomplex.